# 金台区
金台区（きんたい-く）は中華人民共和国陝西省宝鶏市に位置する市轄区。

## 行政区画
- 街道:中山東路街道、中山西路街道、西関街道、東風路街道、群衆路街道、十里鋪街道、臥竜寺街道
- 鎮:陳倉鎮、蟠竜鎮、金河鎮、硤石鎮

## 交通

### 鉄道
- 中国国家鉄路集団
  - 隴海線
    - 福臨堡駅

### 道路
- 高速道路
  -  宝鶏過境高速道路